# Zygogynum
Genre
Zygogynum est un genre de plantes à fleurs de la famille des Winteraceae. Ce sont des arbres ou des arbustes.
Ce genre compte une cinquantaine d'espèces en Australie, Nouvelle-Guinée, aux Îles Salomon, Lord Howe. 18 espèces sont endémiques à la Nouvelle-Calédonie.  

## Liste d'espèces de Nouvelle-Calédonie
- Zygogynum acsmithii
- Zygogynum amplexicaule
- Zygogynum baillonii
- Zygogynum bicolor
- Zygogynum comptonii
- Zygogynum crassifolium
- Zygogynum cristatum
- Zygogynum fraterculum
- Zygogynum mackeei
- Zygogynum oligostigma
- Zygogynum pancheri
- Zygogynum pauciflorum
- Zygogynum pomiferum
- Zygogynum schlechteri
- Zygogynum stipitatum
- Zygogynum tanyostigma
- Zygogynum tieghemii
- Zygogynum vieillardii
- Zygogynum vinkii

## Liste d'espèces
Selon NCBI (11 juin 2013) :
- Zygogynum acsmithii
- Zygogynum amplexicaule
- Zygogynum baillonii
- Zygogynum balansae
- Zygogynum bicolor
- Zygogynum comptonii
- Zygogynum crassifolium
- Zygogynum fraterculum
- Zygogynum pancheri
- Zygogynum pauciflorum
- Zygogynum pomiferum
- Zygogynum tanyostigma
- Zygogynum vinkii

Selon Tropicos (11 juin 2013) (Attention liste brute contenant possiblement des synonymes) :
- Zygogynum acsmithii Vink
- Zygogynum amplexicaule (Parm.) Vink
- Zygogynum baillonii Tiegh.
- Zygogynum bicolor Tiegh.
- Zygogynum comptonii (Baker f.) Vink
- Zygogynum crassifolium (Baill.) Vink
- Zygogynum cristatum Vink
- Zygogynum fraterculus Vink
- Zygogynum mackeei Vink
- Zygogynum oligostigma Vink
- Zygogynum pancheri (Baill.) Vink
- Zygogynum pauciflorum (Baker f.) Vink
- Zygogynum pomiferum Baill.
- Zygogynum schlechteri (Guillaumin) Vink
- Zygogynum stipitatum Baill.
- Zygogynum tanyostigma Vink
- Zygogynum tieghemii Vink
- Zygogynum vieillardii Baill.
- Zygogynum vinkii F.B. Sampson